# Ehrenfried Patzel
Ehrenfried Patzel (tschechisch: Čestmír Patzel) (* 2. Dezember 1914 in Karbitz, Böhmen, Österreich-Ungarn; † 8. März 2004 in Büdingen) war ein deutscher Fußball-Torwart, der für die Tschechoslowakische Nationalmannschaft vier Länderspiele bestritt. Er wurde 1934 Vizeweltmeister.

## Karriere
Ehrenfried Patzel spielte zunächst in seinem Heimatort Karbitz. 1932 wechselte er zum Teplitzer FK, einem der besten deutschböhmischen Klubs in der Tschechoslowakei. Mit Teplitz spielte Patzel von 1932 bis 1936 in der höchsten Tschechoslowakischen Liga, der größte Erfolg dabei war der vierte Platz in der Spielzeit 1933/34.
Patzels herausragende Leistungen brachten ihm 1934 die Berufung in die Tschechoslowakische Nationalmannschaft ein, an František Plánička, einem der besten Torhüter der Welt, kam er aber nicht vorbei. Als Ersatzkeeper der Tschechoslowaken wurde er im Juni 1934 Vizeweltmeister. Am 2. September 1934 debütierte er in Prag gegen die Mannschaft Jugoslawiens, die Tschechoslowakei gewann mit 3:1. Drei Wochen später stand er beim 2:2 gegen Österreich in Wien zwischen den Pfosten. Am 14. Oktober spielte er eine Halbzeit beim 2:2 gegen die Schweiz in Genf. Seinen letzten Auftritt im Dress mit dem Löwen auf der Brust hatte Patzel am 14. April 1935 in Prag, die Tschechoslowakei trennte sich von Österreich torlos.
Ehrenfried Patzel blieb bis 1939 in Teplitz, anschließend ging er nach Deutschland und spielte für den 1. SV Jena in der Gauliga Mitte. 1942 wechselte er zu Kickers Offenbach in die Gauliga Hessen-Nassau und spielte dort auch nach dem Zweiten Weltkrieg in der Oberliga Süd. 1948 beendete er aufgrund einer Verletzung mit 34 Jahren seine Laufbahn.
Später war Patzel als Schiedsrichter im DFB tätig.

## Erfolge
- Vizeweltmeister 1934
- Meister DFV 1938
- Meister Gauliga Mitte 1940 und 1941
- Meister Gauliga Hessen-Nassau 1943 und 1944